# ريكتسيا سيبيرية
ريكتسيا سيبيرية (الاسم العلمي:Rickettsia sibirica) هي نوع من البكتيريا تتبع جنس الريكتسيا من الفصيلة الريكتسية.